# Camarena
Camarena és un municipi situat a la província de Toledo, a Castella-la Manxa. Segons el cens del 2024 (INE), el municipi té una població de 4.634 habitants. És conegut pels seus vins i la seva indústria vinícola.

## Història
Els orígens de Camarena es remunten a temps prehistòrics, amb evidències d’assentaments carpetans abans del domini romà. Durant el període àrab, la regió va prosperar gràcies a innovacions agrícoles fins que va ser reconquerida per Alfons VI. A l’edat mitjana, el rei Alfons X "el Savi" va residir al poble durant diversos mesos, i l’any 1498, els Reis Catòlics van atorgar a Camarena un fur reial, alliberant-la del domini feudal. El poble es va desenvolupar al llarg dels segles, amb la viticultura com a pilar fonamental de la seva economia. Va patir durant la Guerra Civil espanyola, però posteriorment es va reconstruir i va prosperar, conservant un ric llegat històric i cultural.

## Economia

#### Vi i indústria vinícola
El vi és un dels productes més emblemàtics de Camarena i el principal motor econòmic del municipi, gràcies al seu clima favorable i sòls fèrtils. Durant segles, una part important de la població s’ha dedicat a l’elaboració de vi, una tradició que continua viva avui dia. Camarena acull cellers reconeguts dins de Castella-la Manxa.

#### Caça
Durant les dècades dels 70 i 80, Camarena formava part del grup conegut com els "Quatre Grans" en l’àmbit cinegètic. La indústria de la caça va viure el seu moment àlgid en aquest període, amb reserves privades que oferien experiències exclusives, especialment per a la perdiu roja. Durant la dictadura de Franco, la zona es va vincular a les elits polítiques i socials, incloent figures com Francisco Franco, el rei Joan Carles I i destacats empresaris.

## Cultura

#### Patrimoni
- Església de Sant Joan Baptista: Església gòtic-mudèjar del segle XV amb un impressionant retaule barroc, considerat una autèntica joia. El retaule inclou pintures de Juan de Borgoña amb escenes de la vida de Sant Joan Baptista i de Jesús, i escultures de Diego Copin de Holanda. També conserva altres retaules notables, com el renaixentista de la Verge de la Caritat.
- Carro de la Verge de la Caritat: Carro barroc ricament decorat, que es creu que es va utilitzar en la coronació del rei Lluís I i que fou donat a Camarena per a les processons religioses.
- Ermita del Crist de la Sang: Capella senzilla del segle XVI amb un original retaule barroc.
- Convent de Nostra Senyora de la Concepció: Fundat el 1562, conserva part de l'estructura original.
- Plaça Major i Ajuntament: Datats entre els segles XVI i XVII, van ser reconstruïts a finals del segle xx, mantenint elements històrics com els escuts.

#### Patrimoni immaterial i festes
Les celebracions més destacades inclouen la festa de la Verge de la Caritat (15 d’agost), Sant Joan Baptista (24 de juny), i tradicions com la "Cremada de Judes" el Diumenge de Pasqua, a càrrec dels "quintos". Aquests construeixen un arc a la plaça major, on es col·loca una figura de palla que representa Judes —sovint amb la cara d’un personatge públic en to humorístic—. Després de la processó de la Resurrecció, cremen la figura provocant una explosió espectacular, símbol del triomf del bé sobre el mal.

## Administració
| Període      | Nom de l'alcalde/-essa                                                                   | Partit polític | Data de possessió |
| ------------ | ---------------------------------------------------------------------------------------- | -------------- | ----------------- |
| 1979 - 1983  | Gregorio García Alonso                                                                   | UCD            | 19/04/1979        |
| 1983 - 1987  | Eusebio Pedro Fernández Rodríguez (ha. 21-9-1985) Daniel Cristóbal Morel (ds. 21-9-1985) | AP/PDP/UL      | 28/05/1983        |
| 1987 - 1991  | Luis Crespo Crespo                                                                       | PSOE           | 30/06/1987        |
| 1991 - 1995  | Luis Crespo Crespo                                                                       | PSOE           | 15/06/1991        |
| 1995 - 1999  | Luis Crespo Crespo                                                                       | PSOE           | 17/06/1995        |
| 1999 - 2003  | Luis Crespo Crespo                                                                       | PSOE           | 03/07/1999        |
| 2003 - 2007  | Luis Crespo Crespo                                                                       | PSOE           | 14/06/2003        |
| 2007 - 2011  | Bonifacio Segovia Pérez                                                                  | PP             | 16/06/2007        |
| 2011 - 2015  | n/d                                                                                      | n/d            | 11/06/2011        |
| 2015 - 2019  | n/d                                                                                      | n/d            | 13/06/2015        |
| 2019 - 2023  | n/d                                                                                      | n/d            | 15/06/2019        |
| Des del 2023 | n/d                                                                                      | n/d            | 17/06/2023        |